# Kreisvolkshochschule Uelzen/Lüchow-Dannenberg

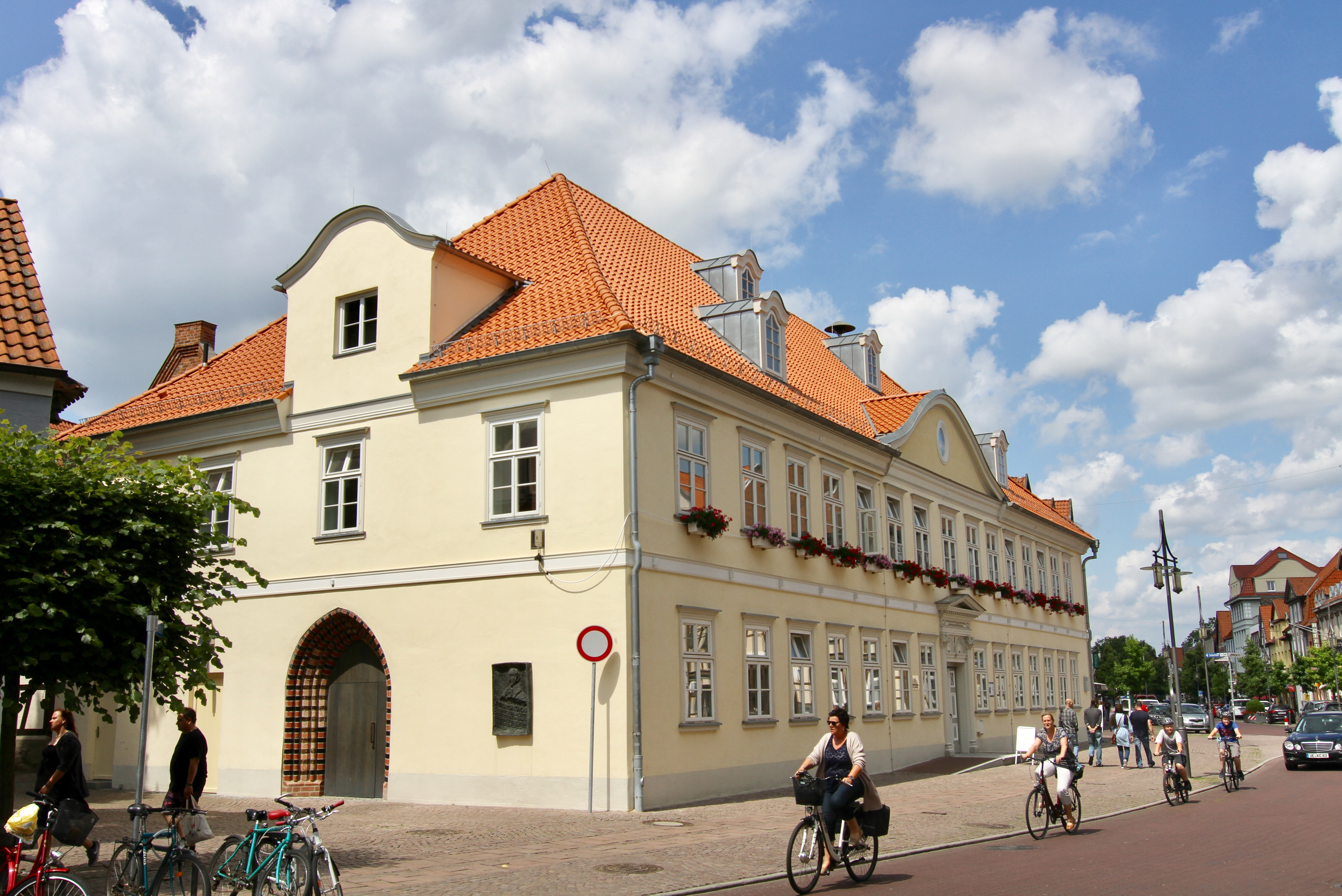
Hauptgeschäftsstelle der KVHS im Alten Rathaus von Uelzen

Die Kreisvolkshochschule Uelzen/Lüchow Dannenberg, kurz auch als KVHS Uelzen/Lüchow Dannenberg bezeichnet, ist eine 1975 gegründete Volkshochschule. Die Hauptgeschäftsstelle der Bildungseinrichtung befindet sich in der Hansestadt Uelzen.
Im Jahre 1975 bildeten die Landkreise Uelzen und Lüchow-Dannenberg einen Zweckverband, der Träger der KVHS Uelzen/Lüchow-Dannenberg ist. Dieser bezweckt, den Bewohnern beider Landkreise ein vielseitiges Bildungsangebot zu unterbreiten. Das Angebot umfasst verschiedene Bereiche, wie die Gesundheitsbildung, den Kreativbereich, die Persönlichkeitsbildung oder auch Fremdsprachen und EDV-Kurse.
Anfang 2004 wurde die KVHS Uelzen/Lüchow-Dannenberg als eine qualitätstestierte Weiterbildungseinrichtung anerkannt und im Jahre 2008 nach AZWV zertifiziert.

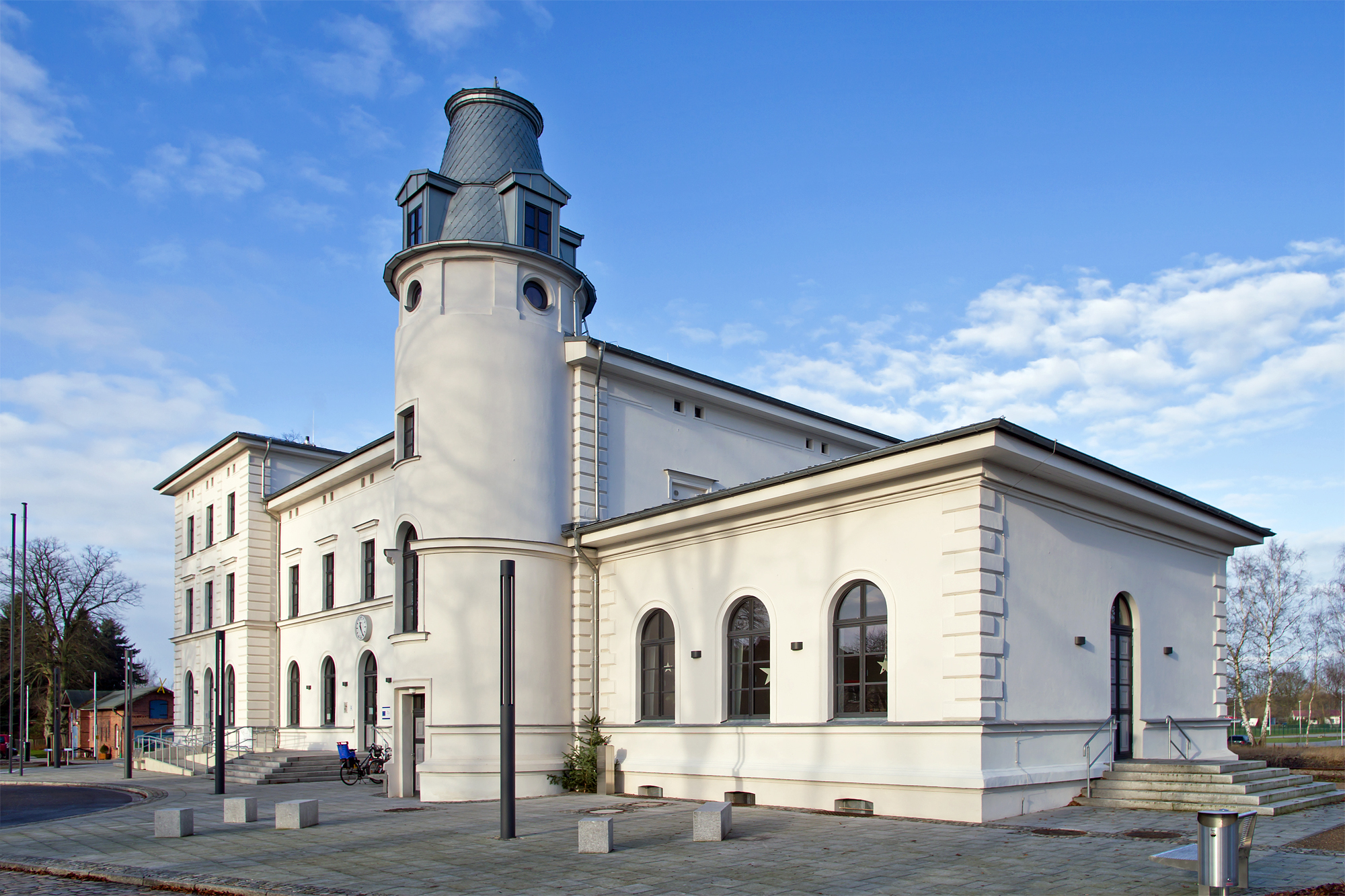
Außenstelle der KVHS im ehemaligen Dannenberger Ostbahnhof

Als gemeinnützige Einrichtung arbeitet die KVHS zentral in den Städten Uelzen und Lüchow sowie in den folgenden dezentralen Außenstellen: Bad Bevensen, Bad Bodenteich, Bienenbüttel, Ebstorf, Rosche, Suderburg, Suhlendorf, Wrestedt, Dannenberg, Clenze/Schnega, Gartow, Hitzacker und Lemgow.
Geschäftsführer und Direktor der Bildungseinrichtung ist derzeit (Februar 2022) Jan Philipp Skiba.